# Véranne
Véranne é uma comuna francesa na região administrativa de Auvérnia-Ródano-Alpes, no departamento de Loire. Estende-se por uma área de 15,96 km². Em 2010 a comuna tinha 884 habitantes (densidade: 55,4 hab./km²).